# Callianthe muelleri-friderici
Callianthe muelleri-friderici är en malvaväxtart som först beskrevs av Christian August Friedrich Garcke och K.Schum., och fick sitt nu gällande namn av Donnell. Callianthe muelleri-friderici ingår i släktet Callianthe och familjen malvaväxter. Inga underarter finns listade i Catalogue of Life.